# Кайманові Острови на літніх Олімпійських іграх 2012
Кайманові Острови на літніх Олімпійських ігор 2012 будуть представлені як мінімум у двох видах спорту.